# (176) Iduna
(176) Iduna es un asteroide perteneciente al cinturón de asteroides descubierto por Christian Heinrich Friedrich Peters desde el observatorio Litchfield de Clinton, Estados Unidos, el 14 de octubre de 1877.
Está nombrado por un club de Estocolmo donde se celebró un encuentro astronómico en 1877.

## Características orbitales
Iduna está situado a una distancia media del Sol de 3,188 ua, pudiendo acercarse hasta 2,658 ua. Tiene una excentricidad de 0,1661 y una inclinación orbital de 22,59°. Emplea 2079 días en completar una órbita alrededor del Sol.